# Stockholm-Tempel

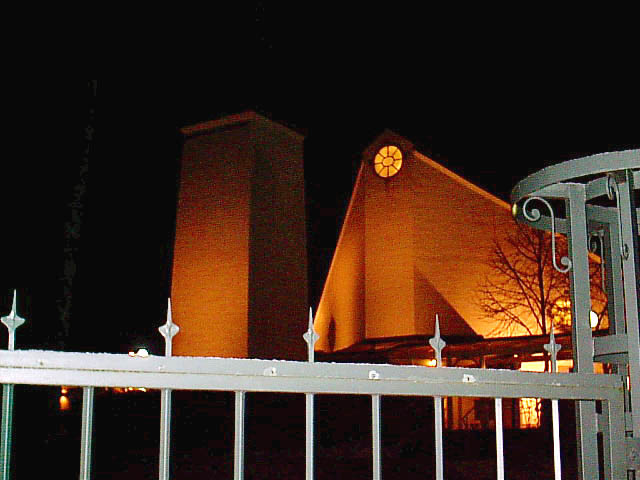
Der Tempel bei Nacht

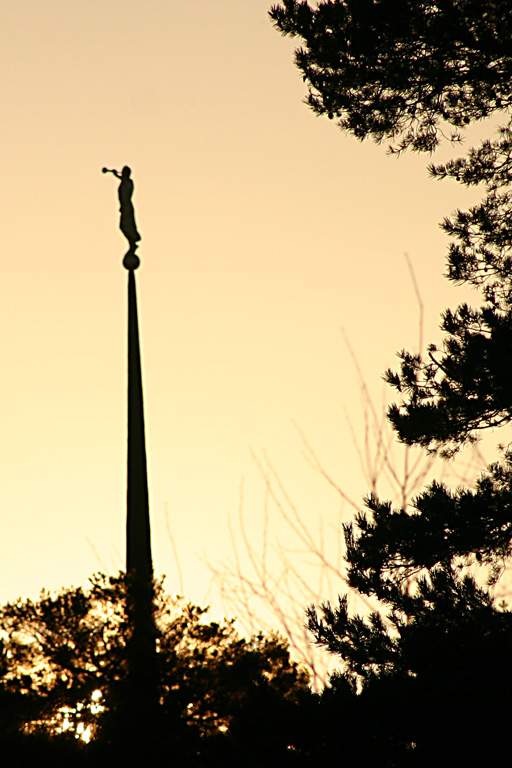
Der Engel Moroni auf der Spitze des Tempels

Der Stockholm-Tempel ist der 34. Tempel der Kirche Jesu Christi der Heiligen der Letzten Tage und der erste und bisher einzige in Schweden. Der Tempel steht tatsächlich im Ort Västerhaninge in der Gemeinde Haninge südlich von Stockholm. Die Straße wurde seinetwegen in „Tempelvägen“ (Tempelweg) umbenannt. Er dient den Gläubigen der Heiligen der letzten Tage aus ganz Schweden und Norwegen.
Der Tempel hat sechs Türme und trägt wie die meisten Tempel dieser Konfession einen Engel Moroni auf der höchsten Turmspitze. Er hat 1348 Quadratmeter Nutzfläche, vier Endowment- und drei Siegelungsräume.

## Meilensteine
| Ankündigung:        | 1. April 1981                         |
| Erster Spatenstich: | 17. März 1984 durch Thomas S. Monson  |
| Weihung:            | 2. Juli 1985 durch Gordon B. Hinckley |